# Simon Jørn Hansen
Simon Jørn Hansen (1991) es un deportista danés que compite en duatlón. Ganó una medalla de oro en el Campeonato Mundial de Duatlón de Larga Distancia de 2023 y dos medallas en el Campeonato Europeo de Duatlón de Media Distancia, bronce en 2018 y oro en 2024.

## Palmarés internacional
| Campeonato Mundial | Campeonato Mundial | Campeonato Mundial | Campeonato Mundial |
| Año                | Lugar              | Medalla            | Prueba             |
| ------------------ | ------------------ | ------------------ | ------------------ |
| 2023               | Zofingen (Suiza)   | Medalla de oro     | Individual         |

| Campeonato Europeo | Campeonato Europeo | Campeonato Europeo | Campeonato Europeo |
| Año                | Lugar              | Medalla            | Prueba             |
| ------------------ | ------------------ | ------------------ | ------------------ |
| 2018               | Vejle (Dinamarca)  | Medalla de bronce  | Individual         |
| 2024               | Alsdorf (Alemania) | Medalla de oro     | Individual         |